# Regering-Demotte I (Waals Gewest)
De regering-Demotte I (20 juli 2007 - 15 juli 2009) was een Waalse Regering onder leiding van Rudy Demotte. 
De regering bestond uit de twee partijen: PS (34 zetels) en cdH (14 zetels). Deze regering was werkzaam van 20 juli 2007 tot de Waalse verkiezingen van 2009. Deze regering volgde de regering-Di Rupo II op na diens ontslag. Na de verkiezingen trad de regering-Demotte II in werking op 15 juli 2009.

## Samenstelling
De regering-Demotte I telde negen ministers: zes voor de PS en drie voor het cdH.
| Naam                                                 | Naam                           | Partij                     | Partij | Functie en bevoegdheden                                                                | Termijn                         |
| ---------------------------------------------------- | ------------------------------ | -------------------------- | ------ | -------------------------------------------------------------------------------------- | ------------------------------- |
|                                                      | Rudy Demotte (1963)            |                            | PS     | Minister-president                                                                     | 20 juli 2007 - 15 juli 2009     |
| Minister Gezondheid, Sociale Actie en Gelijke Kansen | Rudy Demotte (1963)            | 14 mei 2009 - 15 juli 2009 | PS     |                                                                                        |                                 |
|                                                      | André Antoine (1960)           |                            | cdH    | Viceminister-president en Minister Huisvesting, Transport en Territoriale Ontwikkeling | 20 juli 2007 - 15 juli 2009     |
|                                                      | Michel Daerden (1949-2012)     |                            | PS     | Viceminister-president en Minister Begroting, Financiën en Uitrusting                  | 20 juli 2007 - 15 juli 2009     |
|                                                      | Marc Tarabella (1963)          |                            | PS     | Minister Opleiding                                                                     | 20 juli 2007 - 15 juli 2009     |
|                                                      | Philippe Courard (1966)        |                            | PS     | Minister Binnenlandse Aangelegenheden en Ambtenarenzaken                               | 20 juli 2007 - 15 juli 2009     |
|                                                      | Marie-Dominique Simonet (1958) |                            | cdH    | Minister Onderzoek, Nieuwe Technologieën en Buitenlandse Betrekkingen                  | 20 juli 2007 - 15 juli 2009     |
|                                                      | Jean-Claude Marcourt (1956)    |                            | PS     | Minister Economie, Werkgelegenheid, Buitenlandse Handel en Erfgoed                     | 20 juli 2007 - 15 juli 2009     |
|                                                      | Paul Magnette (1971)           |                            | PS     | Minister Gezondheid, Sociale Actie en Gelijke Kansen (tot 12 mei 2009)                 | 20 juli 2007 - 21 december 2007 |
|                                                      | Didier Donfut (1956)           |                            | PS     | Minister Gezondheid, Sociale Actie en Gelijke Kansen (tot 12 mei 2009)                 | 8 januari 2008 - 12 mei 2009    |
|                                                      | Benoît Lutgen (1970)           |                            | cdH    | Minister Landbouw, Landelijkheid, Milieu en Toerisme                                   | 20 juli 2007 - 15 juli 2009     |

### Herschikkingen
- Paul Magnette wordt op 21 december 2007 minister van Klimaat en Energie in regering-Verhofstadt III en wordt op 8 januari 2008 vervangen door Didier Donfut.
- Didier Donfut neemt op 12 mei 2009 ontslag, nadat aan het licht was gekomen dat hij fraude pleegde, waarop zijn bevoegdheden vanaf 14 mei 2009 worden overgedragen naar minister-president Rudy Demotte.

Dehousse I · 
Damseaux · 
Dehousse II · 
Wathelet · 
Coëme · 
Anselme · 
Spitaels · 
Collignon I · 
Collignon II · 
Di Rupo I · 
Van Cauwenberghe I · 
Van Cauwenberghe II · 
Di Rupo II ·
Demotte I ·
Demotte II ·
Magnette ·
Borsus ·
Di Rupo III ·
Dolimont ·